# Expo 2008
Expo 2008 – wystawa światowa, która odbyła się od 14 czerwca do 14 września 2008 w Saragossie pod hasłem „Woda a zrównoważony rozwój”. Maskotką była stylizowana kropla wody o nazwie „Fluvi”.
Celem wystawy było przedstawienie relacji pomiędzy wodą a człowiekiem:
- w wymiarze innowacyjnym, w obrębie gospodarki, nauki, technologii i ekonomii;
- w wymiarze edukacyjnym, skierowanym ogólnie do społeczeństw, z jasno określonym programem (w tym turystycznym);
- w wymiarze estetyki, kultury, wrażliwości i emocji.

Organizatorzy Expo 2008 zaproponowali cztery podtematy, do których nawiązywała myśl programowa prezentacji poszczególnych krajów. Były to:
- „Woda, jako unikalne bogactwo” – niezastąpione bogactwo wpływające na poziom i jakość życia, wymagające ponadnarodowego porozumienia i zjednoczenia wysiłków w planach ekologicznych, ekonomicznych, politycznych i społecznych;
- „Woda dla życia” – rola, jaką woda odgrywa w życiu każdego człowieka, obejmując jego potrzeby, zdrowie i żywienie;
- „Wodne pejzaże” – spojrzenie na wodę, jako twórcę naturalnych krajobrazów ukazujących strukturę, funkcję oraz dynamikę natury;
- „Woda, jako element łączący ludzi” – prezentacja nowych, kulturowych, społecznych i ekonomicznych form relacji pomiędzy ludźmi z różnych stron świata, dzielących te same akweny.

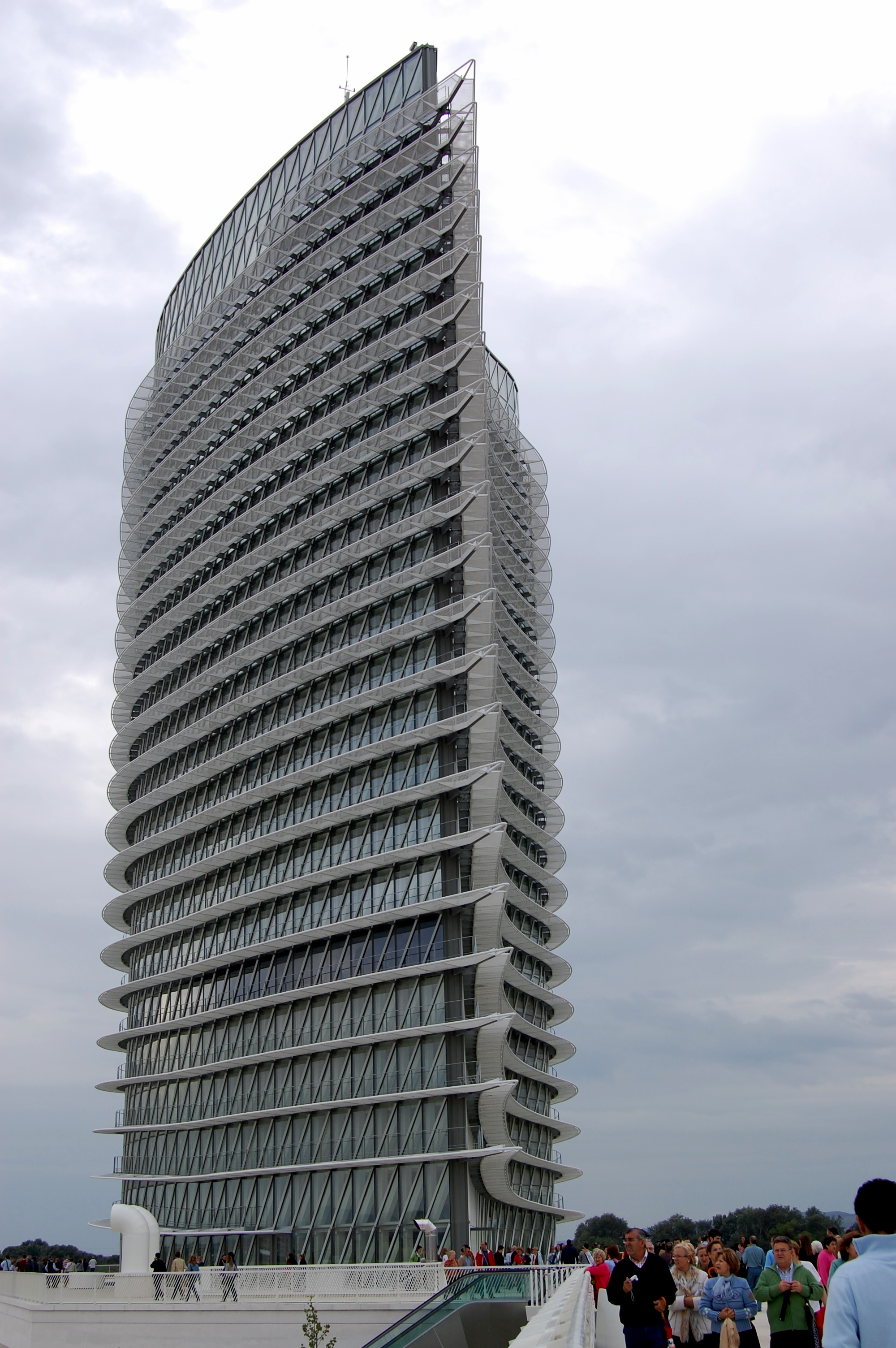
Wieża Wodna w Saragossie

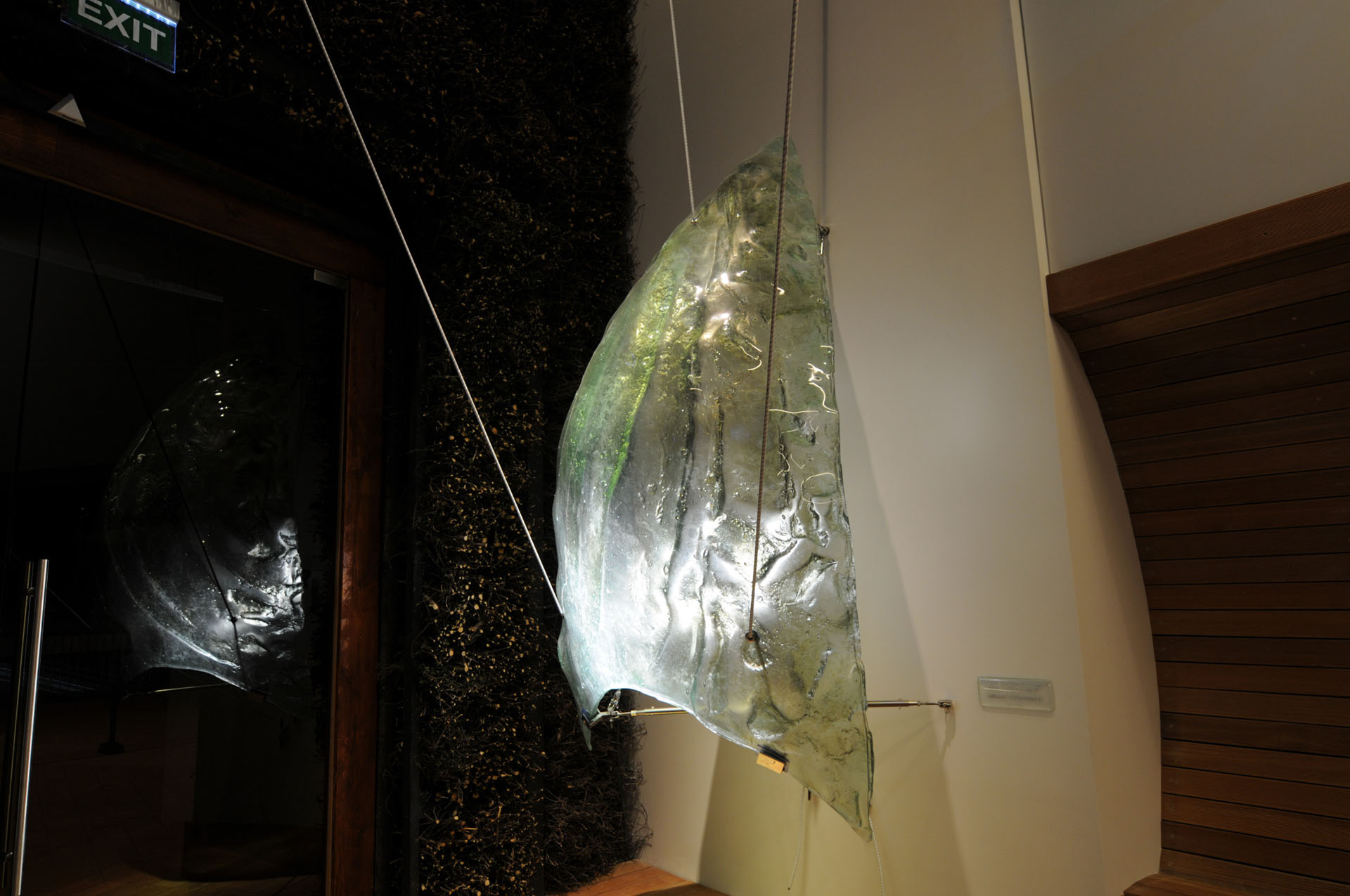
Szklana rzeźba "Polska - Wiatr w żaglach" Tomasza Urbanowicza (2008)

Przesłanie wystawy wypływało z bogatych doświadczeń kraju-gospodarza. Zrównoważony rozwój oparty na wykorzystaniu naturalnych akwenów jest jedną z podstaw rozwoju Hiszpanii, gwarancją jej stabilności i utrwalenia wizerunku jako światowej potęgi turystycznej oraz organizatora wydarzeń wielkiej skali, takich jak igrzyska olimpijskie w Barcelonie ’92 czy Expo Sevilla ’92.
Saragossa (region Aragonii, 650 tys. mieszkańców) to piąte, co do wielkości hiszpańskie miasto po Madrycie, Barcelonie, Walencji i Sewilli. Dzięki swojemu położeniu spełnia również rolę stolicy doliny Ebro, obecnie najbardziej dynamicznie rozwijającego się gospodarczo ośrodka w Hiszpanii. Miasto powstało w suchym regionie otoczonym górami. Wody topniejących śniegów i lodowców spływały na tereny pustynne, dając początek Ebro i tworząc oazę dla osiedlających się społeczeństw. Rozkwit miasta, założonego w czasach rzymskich, opierał się w dużej mierze na właściwym gospodarowaniu jego zasobami wodnymi.
Obecnie cała Aragonia konsekwentnie przeciwdziała wysuszaniu terenów, a Saragossa jest siedzibą pierwszego na świecie Centrum Zarządzania Zasobami Rzecznymi – Confederación Hidrográfica del Ebro (Ebro Hydrographic Office). Właściwe zarządzanie wodą jest w tym regionie – w jego terytorialnej strukturze – kluczem do społecznego rozwoju. Saragossa, jako pierwsze, hiszpańskie miasto, będzie w niedalekiej przyszłości zaopatrywane w doskonałej jakości wodę doprowadzaną bezpośrednio z Pirenejów.
Expo „Woda a zrównoważony rozwój” wskazało kluczowe tematy:
- „Woda, fundament życia”;
- „Woda, wielkie wyzwanie XXI wieku”;
- „Woda, fundamentalne prawo wszystkich”;
- „Woda, przedmiot konfliktów, ale także źródło inwencji twórczej i współpracy”.

Pawilon Polski otrzymał trzecią nagrodę w kategorii najatrakcyjniejszych pawilonów. Biuro Prasowe Expo 2008 oceniło ponad 100 pawilonów uczestników Wystawy. Architekci Pawilonu Polskiego, Marcin Przygoda i Adrian Górecki z pracowni architektonicznej KIPP Projekt, nawiązali w projekcie do wiodącej roli Polski w produkcji nowoczesnych jachtów nadając ścianom kształty żagli. W wyniku wygranego konkursu, zorganizowanego przez Polską Agencję Rozwoju Przedsiębiorczości, zaprojektowana i wykonana przez Tomasz Urbanowicza rzeźba szklana "Polska - Wiatr w Żaglach" nawiązywała do rozwiniętego na pełnym wietrze spinakera, symbolizującego sukces, wolność, pełną moc i właściwy kierunek, w którym podąża kraj.

## Cele udziału Polski w Expo 2008
Celem udziału Polski było doprowadzenie do:
- wzrostu ruchu turystycznego z Hiszpanii, zwłaszcza turystyki zaawansowanej, kwalifikowanej;
- wzrostu obrotów towarowych;
- wzrostu hiszpańskich inwestycji w Polsce;
- zaprezentowania kraju, jako wyspecjalizowanego producenta nowoczesnych jachtów.